# ريتشارد دنت
ريتشارد دنت (بالإنجليزية: Richard Dent)‏ هو لاعب كرة قدم أمريكية أمريكي، ولد في 13 ديسمبر 1960 في أتلانتا في الولايات المتحدة.

## وصلات خارجية
- ريتشارد دنت على موقع مرجع كرة القدم المحترفة.كوم (الإنجليزية)
- ريتشارد دنت على موقع قاعة جورجيا للمشاهير الرياضية (مؤرشف) (الإنجليزية)
- ريتشارد دنت على موقع قاعة تينيسي للمشاهير الرياضية (الإنجليزية)
- ريتشارد دنت على موقع IMDb (الإنجليزية)